# Higashi-ku (Okayama)
Pour les articles homonymes, voir Higashi-ku.
Higashi (東区, Higashi-ku) est l'un des quatre arrondissements de la ville d'Okayama au Japon. Il est situé au sud-est de la ville.
En 2016, sa population est de 95 442 habitants pour une superficie de 160,53 km2, ce qui fait une densité de population de 595 hab./km2.

## Histoire
L'arrondissement a été créé en 2009 lorsque Okayama est devenue une ville désignée par ordonnance gouvernementale.

## Transport publics
L'arrondissement est desservi par les lignes Sanyō et Akō de la JR West.